# Neozygina huachucana
Neozygina huachucana är en insektsart som först beskrevs av Beamer 1934.  Neozygina huachucana ingår i släktet Neozygina och familjen dvärgstritar. Inga underarter finns listade i Catalogue of Life.